# 黄淮学院
黄淮学院是一所位于中国河南省驻马店市的省属综合类的普通本科大学，創立於1972年。

## 简介
學校校训為「厚德、博学、笃行、自强”」。校歌為《奋斗与梦想》。

## 院系
共有拥有19个系（院），50多个本科专业。
- 中国语言文学系
- 外国语言文学系
- 社会科学系
- 经济管理系
- 艺术设计学院
- 音乐表演系
- 数学科学系
- 机械与能源工程学院(原电子科学与工程系)
- 化学化工系
- 计算机科学系
- 信息工程学院
- 体育系
- 建筑工程系
- 生物工程系
- 护理学系
- 黄淮学院国际教育学院
- 软件学院
- 动画学院
- 服务外包学院

## 黄淮学院国际教育学院
黄淮学院国际教育学院是黄淮学院中外合作办学的专门教育机构,履行与国外知名大学合作办学，培养“开放式、国际化、应用型”的新型人才。共拥有5个本科专业：会计学，软件工程，动画，美术学，广播电视编导；6个专科专业：会计电算化，艺术设计，计算机应用技术等。